# Hufeisen (Höhenzug)

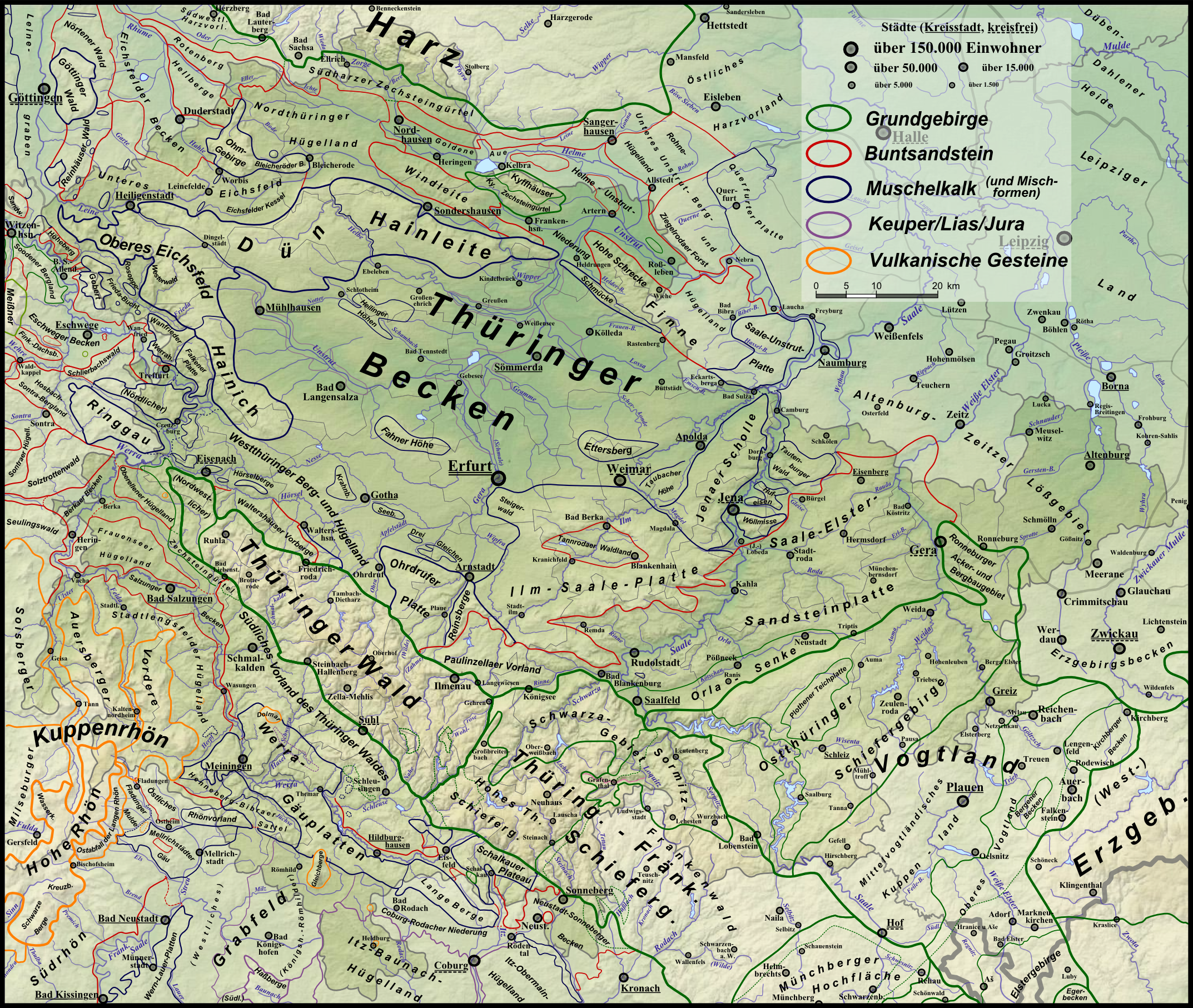
Lage des Hufeisens zwischen Mittlerem Saaletal und Saale-Elster-Sandsteinplatte

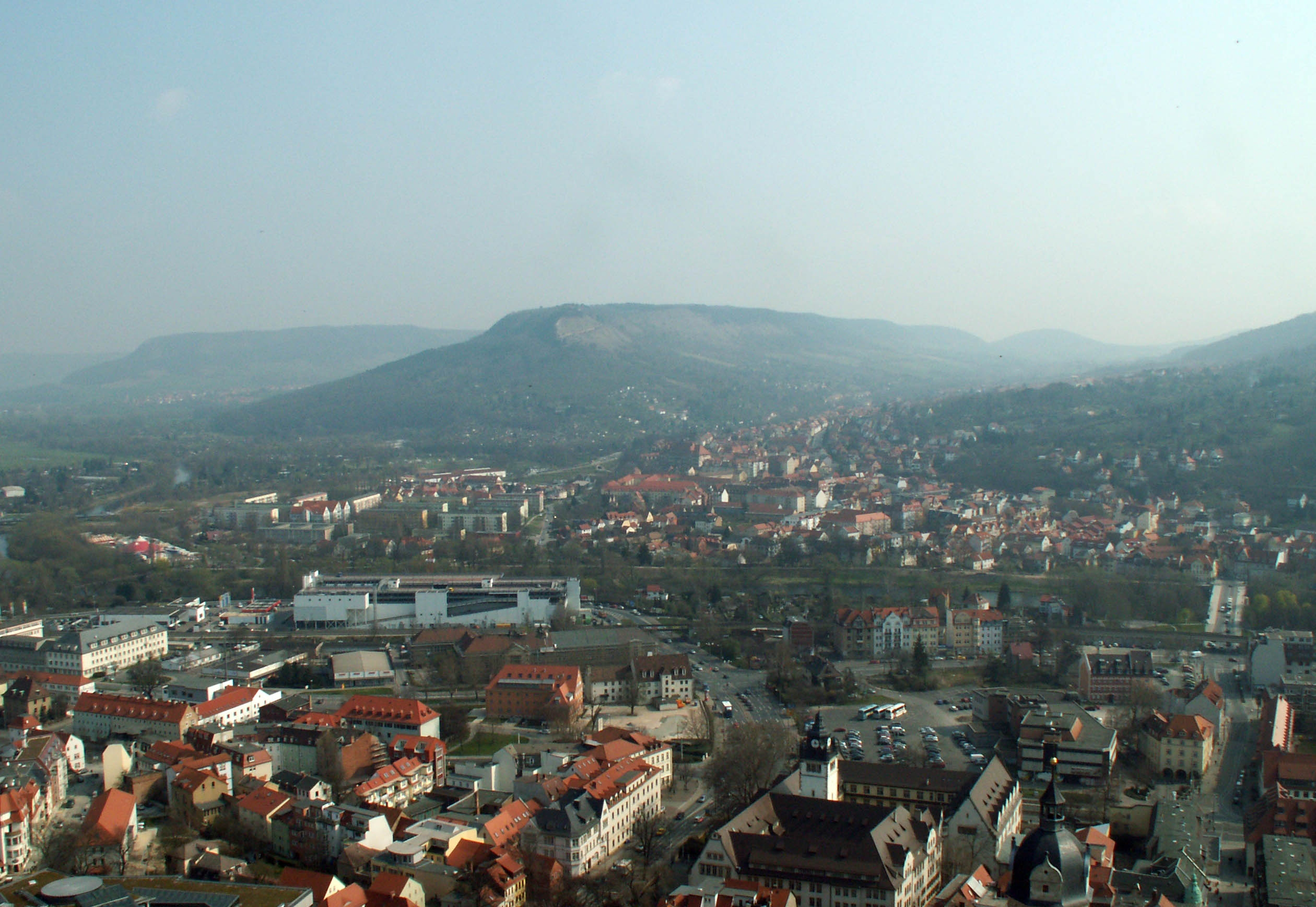
Von links: Großer Gleisberg, der Ort Kunitz, Jenzig, das Gembdental, Hausberg

Das Hufeisen ist ein rechtssaalischer Höhenzug in der Jenaer Scholle zwischen dem Tautenburger Wald im Norden und der Wöllmisse im Süden.

## Lage
Als Muschelkalk-Randplatte des Thüringer Beckens entstand die Mehrzahl seiner Grenzen durch den Prozess der linienhaften Erosion.
So befinden sich im Norden das Tal der Gleise, im Süden das Tal des Gembdenbachs und im Westen das Mittlere Saaletal.
Der Übergang zur Saale-Elster-(Bunt-)Sandstein-Platte bildet die östliche Begrenzung.
Sie befindet sich ungefähr auf der Länge der Ortschaft Taupadel.

## Berge
Das Hufeisen ist eine U-förmige Landmarke aus steil aufsteigenden Bergformationen, die vom Saaletal aus am eindrücklichsten wahrgenommen wird.
Zu diesen Erhebungen zählen von Nord nach Süd der Feldherrenhügel, der Große Gleisberg mit der Kunitzburg und der Jenzig. Im geologischen Sinne sind nördlich der Schlossberg sowie östlich der Alte Gleisberg, der Kolben und der Dorlberg Teil des Höhenzugs.

## Freizeit
Über das westliche Hufeisen führt ein 17 km langer Rundwanderweg, der insgesamt 400 Höhenmeter überwindet.
Der Jenzig-Berglauf wird jährlich ausgetragen, auf Grund einer Höhendifferenz von 235 m auf 4,75 km Strecke sollte er nicht ohne Training angegangen werden.